# تل حديد
تل حديد قرية سورية تتبع ناحية المعبدة منطقة المالكية محافظة الحسكة. تقع الى الغرب من بلدة المعبدة 3 كم. بلغ عدد سكانها 361 نسمة عام 2004.